# Sonja Lokar
Sonja Lokar (rojena Balent), slovenska profesorica, sociologinja in političarka, * 16. marec 1948, Zagreb.

## Življenjepis
Lokarjeva je leta 1971 diplomirala iz francoščine in sociologije na Univerzi v Ljubljani, nato pa je bila v letih 1971 in 1972 mlada raziskovalka na Inštitutu za narodnostna vprašanja.
V Zvezo komunistov Slovenije se je včlanila že leta 1966 in bila kot članica njene naslednice ZKS - Stranke demokratične prenove, 8. aprila 1990 izvoljena v Družbenopolitični zbor Skupščine SRS.
Med letoma 1972 in 1974 je bila mladinska aktivistka v ZSMS, nato pa je med letoma 1974 in 1986 delala kot analitičarka v Marksističnem centru ZKS. V letih od 1986 do 1990 je bila izvršna sekretarka predsedstva CK ZKS, v letu 1990 pa generalna sekretarka predsedstva ZKS-SDP. Med letoma 1986 in 1990 je bila poslanka parlamenta SRS, nato pa je bila poslanka ZKS-SDP v prvi neposredno izvoljeni Skupščini Republike Slovenije. Med tem mandatom je bila med letoma 1990 in 1992 predsednica komisije za delo, družino in socialne zadeve. Bila je med organizatorkami prvih ženskih demonstracij v RS, ki so bile 17. decembra 1991 in so pomagale ohraniti 55. člen Ustave RS. Že v času Jugoslavije je bila soorganizatorka novega neodvisnega mirovnega ženskega gibanja, ki se je trudilo preprečiti izbruh oboroženega konflikta na tleh takratne države. To gibanje je kasneje preraslo v mrežo ženskih organizacij, ki so pomagale žrtvam vojne. Bila je tudi članica slovenske delegacije, ki je januarja 1990 protestno zapustila zadnji kongres Zveze komunistov Jugoslavije.
9. 9. 1993 je bil v Ljubljani ustanovljen Ženski forum ZLSD, ki je v ZKS/SDP deloval že od 1990 kot prva slov. ženska politična frakcije (predsednica je bila Sonja Lokar do 2000.
1995. je bila članica vladne delegacije na 4. svetovni ženski konferenci v Pekingu.
Sodelovala je pri vodenju soc .dem. akcij v Sloveniji in bila 20. 2. 2001 (v Ljubljani) med ustan. Koalicije za uveljavitev uravnotežene zastopanosti žensk in moških v javnem življenju (do leta 2008).
V 90. letih je Evropskem forumu za demokratizacijo in solidarnost sodelovala v projektu Položaj žensk v Srednjevzhodni Evropi, bila 1998–2001 izvršna direktorica pri evr. forumu Centralna in vzhodna mreža za enotnost med spoloma v Budimpešti, nato v Ljubljani kot koordinatorka za Južno Evropo. Od 1999 je med pobudnicami skupine za enakost spolov v okviru Pakta stabilnosti za Jugovzhodno Evropo, njena predsedujoča ter koordinatorka projektov v državah v tranziciji in v EU.
Na njeno pobudo je leta 2007 v Sloveniji nastal Ženski lobi Slovenije (ŽLS), maja leta 2012 pa je Lokarjeva postala predsednica Evropskega ženskega lobija (EWL).
V letih 1988 in 1989 je bila nominirana za Slovenko leta, vendar naslova ni nikoli osvojila.
Je soavtorica dela Ženske to zmoremo I–III (1998).